# Rio Furnica Mare
O Rio Furnica Mare é um rio da Romênia, afluente do Lotru, localizado no distrito de Vâlcea.